# Mopsella clavigera
Mopsella clavigera är en korallart som beskrevs av Ridley 1884. Mopsella clavigera ingår i släktet Mopsella och familjen Melithaeidae. Inga underarter finns listade i Catalogue of Life.